# Kim Sharma
Kim Michelle Sharma es una actriz y modelo india, reconocida por actuar en películas de Bollywood. En un viaje a Delhi, Sharma realizó una audición para la marca de pasta dental Close-Up y fue seleccionada. Se convirtió en modelo de campañas de otras marcas como Sunsilk, Pepsi, Tata Safari, Ponds, Fair & Lovely, Clean-n-Clear y Liril. También es embajadora de la marca Olay en India. Aditya Chopra la incluyó en el reparto de su primer aventura en la dirección cinematográfica, la película Mohabbatein. A partir de entonces ha participado en cerca de una veintena de producciones cinematográficas de Bollywood.

## Filmografía

### Cine
- Darr  (1993)
- Mohabbatein   (2000)
- Fida      (2004)
- Tum Se Achcha Kaun Hai   (2002)
- Nehlle Pe Dehlla      (2007)
- Yagam  (2010)
- Khadgam (2002)
- Tom, Dick and Harry (2006)
- Money Hai Toh Honey Hai  (2008)
- Kehtaa Hai Dil Baar Baar     (2002)
- Yakeen       (2005)
- Anjaneyulu   (2009)
- Chhodon Naa Yaar     (2007)
- Kudiyon Ka Hai Zamana    (2006)
- Taj Mahal: An Eternal Love Story  (2005)
- Padmashree Laloo Prasad Yadav (2005)
- Zindaggi Rocks    (2006)
- Magadheera (2009)

### Televisión
- Carry on Shekhar (Episodio 30)